# Lucio Icilio
Lucio Icilio (Roma, ... – ...; fl. V secolo a.C.) è stato un politico e militare romano, fidanzato di Verginia, uccisa dal padre Lucio Verginio 449 a.C., per impedire che cadesse nelle mani del decemviro Appio Claudio.

## Biografia
Lucio Icilio fu il tribuno che nel 456 a.C., consoli Marco Valerio Massimo Lettuca e Spurio Verginio Tricosto Celiomontano, portò in discussione la questione della distribuzione delle terre pubbliche sull'Aventino, ai Plebei. Dopo aspri contrasti tra Consoli e Tribuni (con questi ultimi che arrivarono a minacciare di gettare i Littori dalla rupe Tarpea), fu approvata la Lex Icilia de Aventino publicando, che consentiva ai plebei di costruire abitazioni private sull'Aventino.
Lucio Icilio poi fu fidanzato a Verginia, una bella giovane di famiglia plebea, di cui si invaghì il decemviro Appio Claudio, durante il secondo decemvirato.
Appio Claudio, prima tentò con denaro e lusinghe di corrompere la fidanzata di Lucio Icilio, la quale tuttavia resistette, poi convinse un suo cliente, Marco Claudio, a sostenere che Verginia fosse una sua schiava, contando anche sul fatto che il padre Lucio Verginio in quel momento fosse impegnato nella campagna contro gli Equi sul monte Algido.
Marco, quando la ragazza era nel foro, cercò di rapirla sostenendo davanti alla folla che ella fosse una sua schiava, ma la gente, che conosceva il padre di lei per fama, non gli credette e mise in salvo la giovane. Allora Marco portò la causa in tribunale, presieduto dal proprio mandante Appio Claudio. I difensori della ragazza testimoniarono la paternità romana di Verginia, e chiesero che ogni decisione fosse sospesa fine al ritorno del padre.
In un primo tempo Appio Claudio decise che la sentenza sarebbe stata aggiornata al ritorno del padre della ragazza, che però avrebbe dovuto seguire Marco Claudio fino a sentenza definitiva, poi temendo la reazione della folla in subbuglio, per l'ingiustizia della decisione, e per l'intervento del fidanzato Icilio, pronto a venire allo scontro con i Littori, e dello zio Publio Numitorio, permise alla ragazza di tornare a casa, prima di ripresentarsi in giudizio per il giorno successivo, quando Claudio avrebbe emesso la sentenza definitiva.
(Tito Livio, Ab urbe condita, II, 45)
Subito il fratello di Icilio e il figlio di Numitorio furono mandati ad avvertire il padre di Verginia di tornare a Roma entro il giorno successivo, e i due furono così veloci, che Verginio ottenne dal proprio comandante il permesso di tornare a Roma per difendere la propria figlia, prima che allo stesso comandante arrivasse l'ordine di Appio Claudio di trattenere sul campo il padre.
Il giorno dopo mentre la folla si raduna per assistere al processo, e il padre si aggirava tra di essa sollecitandone l'aiuto, la giovane arrivò nel foro, accompagnata dalle matrone.
(Tito Livio, Ab urbe condita, II, 47)
Il processo iniziò con le dichiarazioni di Verginio, che però fu interrotto da Appio Claudio, che confermando la sentenza del giorno precedente, accordò la schiavitù provvisoria a Marco, rendendo evidente il proprio scopo, e inducendo così Verginio a reagire con la minaccia di un'azione di forza.
(Tito Livio, Ab urbe condita, II, 47)
Appio Claudio reagì intimando ai Littori di intervenire per sedare la rivolta, e a quel punto la folla si disperse dal foro, lasciando sola la ragazza. A quel punto Verginio, ottenuto con uno stratagemma il permesso di appartarsi nel tempio di Venere Cloacina con la figlia, la uccise.
(Tito Livio, Ab urbe condita, II, 48)
Mentre il padre riusciva a lasciare il foro prima che fosse arrestato dai Littori richiamati dal decemviro, Icilio e Numitorio, sobillavano i presenti, prima di fuggire a loro volta, per evitare di finire nelle mani dei littori.
(Tito Livio, Ab urbe condita, II, 48)
Mentre Verginio, raggiungeva il campo sul monte Algido cui era stato assegnato, per raccontare ai commilitoni dei fatti appena accaduti, Icilio raggiungeva il campo allestito contro i Sabini, raccontando anche là gli stessi fatti.
(Tito Livio, Ab urbe condita, II, 52)
Così quando nel campo si seppe della sollevazione in atto a Roma, anche i commilitoni di Icilio si sollevarono e fecero marcia su Roma per sollevarsi contro i decemviri. Soldati e civili plebei riuniti, decisero di spostarsi dall'Aventino sul monte Sacro, minacciando concretamente di abbandonare la città.
Solo sotto la minaccia di una nuova secessione, i Senatori recuperarono le proprie prerogative, portando avanti i negoziati con i secessionisti, giacché i decemviri, largamente impopolari tra la plebe, temevano per la propria vita. Al termine dei negoziati, i decemviri furono convinti a rinunciare al proprio magistrato, furono indette le elezioni dei tribuni popolari, e dopo un breve interregno, anche quelle dei consoli.
Icilio, come Verginio, fu elettro tribuno della plebe, nelle nuove elezioni, e fu Icilio che propose che fosse il popolo, visto che il senato si rifiutava, a decretare il trionfo per i consoli Marco Orazio Barbato e Lucio Valerio Potito, cosa che poi avvenne, e che rappresentò il primo trionfo decretato dal popolo romano.